# Horna (Guadalajara)
Horna es una localidad española del municipio guadalajareño de Sigüenza, en la comunidad autónoma de Castilla-La Mancha. Está situada en la sierra Ministra, límite natural con la provincia de Soria. En 2008 tenía una población de 11 habitantes permanentes.

## Geografía

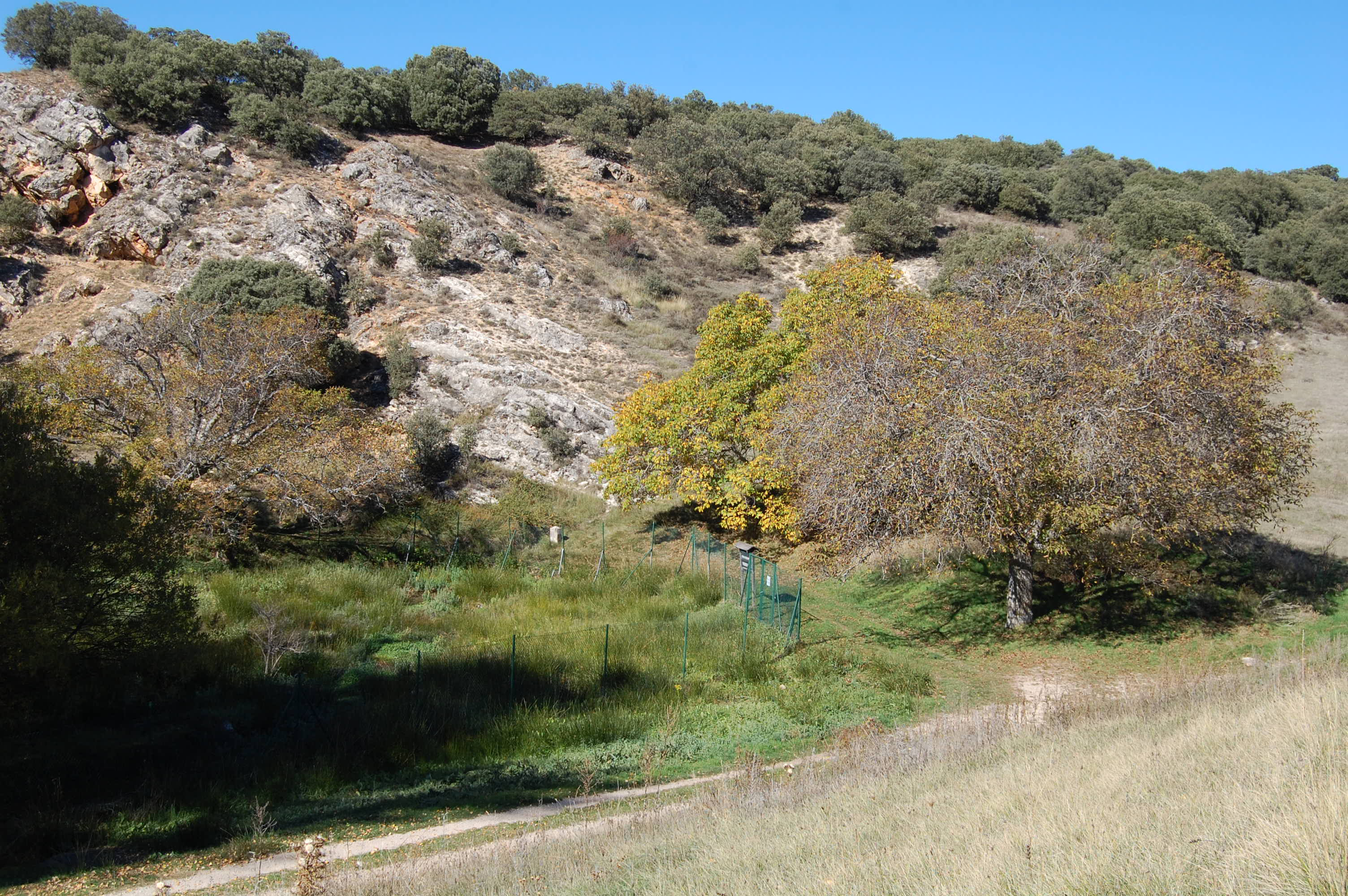
Nacimiento del río Henares

En las inmediaciones del pueblo se encuentra el nacimiento del río Henares, afluente del Jarama. La altitud de los distintos terrenos sobre el nivel del mar varía entre 1271 m y 1064 m siendo la altitud media del término igual a 1116 m. La superficie del término municipal es de 1912 ha y el perímetro es de 20 500 m. Las tierras que conforman el municipio separan las cuencas hidrográficas del Duero y el Tajo, quedando ubicadas todas ellas en la vertiente del Tajo.
Las formaciones montañosas incluidas en el perímetro del término son originarias de una rama interna del Sistema Ibérico, formando parte de las prolongaciones montañosas que siguiendo la dirección NO-SE enlazan la Cordillera Central con el Sistema Ibérico. La sierra está poblada principalmente por encinas, robles, aliagas y tomillos. Además, en la actualidad, es importante la densidad de corzos como principal especie animal.
Los principales datos climáticos de la región son una precipitación media de 578 mm, una temperatura media de máximas de 18.1 °C, una temperatura media de mínimas de 4.3 °C, una temperatura media de 10.8 °C, un número de días de lluvia de 94, un número de días de nieve de 8 y un número de días de helada de 171.
El acceso más directo al núcleo del término es por la carretera GU-127, pudiendo accederse a ésta desde Medinaceli o Sigüenza.

## Historia
A mediados del siglo XIX, el lugar, por entonces con ayuntamiento propio, contaba con una población censada de 365 habitantes. La localidad aparece descrita en el noveno volumen del Diccionario geográfico-estadístico-histórico de España y sus posesiones de Ultramar de Pascual Madoz de la siguiente manera:

HORNA: l. con ayunt. en la prov. de Guadalajara (13 leg.), part. jud. y dióc. de Sigüenza (2), aud. terr. de Madrid (23), c. g. de Castilla la Nueva: sit. en un pequeño cerro con buena ventilacion y clima sano; las enfermedades mas comunes son fiebres intermitentes: llene 80 casas; la consistorial; una posada, escuela de instruccion primaria frecuentada por 18 alumnos de ambos sexos, á cargo de un maestro sin mas dotacion que las retribuciones de los discípulos; una igl. parr. (San Miguel Arcángel) servida por un cura y un sacristan; el cementerio público se halla á la parte del E. á unas 300 varas de la pobl. térm.: confina N. Miño; E, Torralba; S. Bujarrabal y Cubillas, y O. Mojares y la Ventosa; dentro de él se encuentran 3 fuentes, las ermitas de Ntra. Sra. de Quintanares, la Soledad y Sta. Ana y el desp. de las Casas del Molino de la Torre: el terreno fertilizado por el r. Henares, que tiene su origen en una de las mencionadas fuentes, es de regular calidad, comprende un monte poblado de encina y roble. caminos: los locales y los que dirigen á Medinaceli y Sigüenza, todos de herradura y en mediano estado. correo: se recibe y despacha en la adm. de Sigüenza por un balijero. prod.: trigo, centeno, cebada, avena, garbanzos, judias, guisantes, lentejas, yeros, patatas y cáñamo; se cria ganado lanar, vacuno, mular y asnal; caza de liebres, conejos y perdices. ind.: la agrícola, algunos telares de lienzos ordinarios de cáñamo, 3 batanes y 5 molinos harineros. comercio: esportacion de frutos sobrantes, ganado y lana, é importacion de los art. de consumo que faltan, de los cuales se surte el vecindario en los mercados de Sigüenza. pobl.: 90 vec., 365 alm. cap. prod.: 1.565,000 rs. imp.: 125,200. contr.: 6,556. presupuesto municipal: 600, y se cubre con los prod. de la posada y reparto vecinal.
(Madoz, 1847, p. 230)

En 1973 desapareció el municipio de Horna, al ser incorporado junto a los de Cercadillo y Bujarrabal al término municipal de Sigüenza.

## Demografía
| Gráfica de evolución demográfica de Horna entre 1842 y 1970 |
| |
| Población de derecho según los censos de población del INE Población de hecho según los censos de población del INEEntre el censo de 1981 y el anterior, este municipio desaparece porque se integra en el municipio Sigüenza |

## Patrimonio
Los monumentos más importantes son la ermita de la Virgen de Quintanares, la ermita de la Soledad, la iglesia del siglo XVIII y la torre del reloj.

## Fiestas
En agosto, se celebran las fiestas patronales en honor a la Virgen de Quintanares, cuya ermita se encuentra a 1,2 km del núcleo rural. La virgen cuenta con numerosos devotos de los pueblos colindantes.